# ملكة الألبان

## ملكة الألبان
ملكة الألبان 2006, رواية كتبتها كاثرين جلبرت. تلقت الرواية تقديرا من جمعية المكتبات الأمريكية باعتباره أفضل كتاب للشباب لعام 2007. أدرجت مقتطفات من هذه الرواية ضمن امتحان من امتحانات كامبريدج في بدايات مايو 2011.
يأتي الكتاب بثلاثة أجزاء.